# Arne Eriksson
Arne Eriksson (Jakobstad, 1916. január 15. – 1983. augusztus 1.) finn nemzetközi labdarúgó-játékvezető.

## Pályafutása

### Nemzeti játékvezetés
A nemzeti játékvezetéstől 1958-ban vonult vissza.

#### Nemzeti kupamérkőzések
Vezetett kupadöntők száma: 1.

##### Finn labdarúgókupa
| Időpont           | Helyszín                    | Mérkőzés típusa | Mérkőzés                          | Eredmény | Nézők száma |
| ----------------- | --------------------------- | --------------- | --------------------------------- | -------- | ----------- |
| 1967. október 28. | Olimpiain Stadion, Helsinki | döntő           | Kotkan Työväen Palloilijat–Kiffen | 4 – 1    | 3005        |

### Nemzetközi játékvezetés
A Finn labdarúgó-szövetség Játékvezető Bizottsága (JB) 1955-ben terjesztette fel nemzetközi játékvezetőnek, a Nemzetközi Labdarúgó-szövetség (FIFA) bíróinak keretébe. Több válogatott és nemzetközi klubmérkőzést vezetett, vagy működő társának partbíróként segített. A finn nemzetközi játékvezetők rangsorában, a világbajnokság-Európa-bajnokság sorrendjében többedmagával a 12. helyet foglalja el 2 találkozó szolgálatával. Az aktív nemzetközi játékvezetéstől 1958-ban búcsúzott. Válogatott mérkőzéseinek száma: 2.

#### Labdarúgó-világbajnokság
A világbajnoki döntőhöz vezető úton Svédországba a VI., az 1958-as labdarúgó-világbajnokságra a FIFA JB bíróként alkalmazta. 1994-ig az egyetlen finn játékvezető, aki világbajnokságon tevékenykedhetett. A FIFA JB elvárásának megfelelően, ha nem vezetett, akkor valamelyik működő társának segített partbíróként. Egy csoportmérkőzésen volt partbíró. Világbajnokságon vezetett mérkőzéseinek száma:  1 + 1 (partbíró).

##### 1958-as labdarúgó-világbajnokság

###### Világbajnoki mérkőzés
| Időpont          | Helyszín                      | Mérkőzés típusa              | Mérkőzés            | Játékvezető                  | Eredmény | Nézők száma |
| ---------------- | ----------------------------- | ---------------------------- | ------------------- | ---------------------------- | -------- | ----------- |
| 1958. június 15. | Jernvallen Stadion, Sandviken | csoportmérkőzés (3. csoport) | Magyarország–Mexikó | Arne Eriksson                | 4 : 0    | 13 300      |
| 1958. június 17. | Råsunda Stadion, Solna        | rájátszás                    | Wales–Magyarország  | Nyikolaj Gavrilovics Latisev | 2 : 1    | 20 000      |